# Croton spiraeifolius
Croton spiraeifolius är en törelväxtart som beskrevs av Eugene Jablonszky. Croton spiraeifolius ingår i släktet Croton och familjen törelväxter. Inga underarter finns listade i Catalogue of Life.